# Josef Charvát (lékař)
Josef Charvát (6. srpna 1897 Královské Vinohrady – 31. ledna 1984 Praha) byl český lékař interní medicíny, zakladatel české endokrinologie. Byl profesorem vnitřního lékařství na Karlově univerzitě a také autorem filosofických úvah, pedagogem a skautským činovníkem.

## Život
Narodil se v chudé rodině vyučeného kováře a zámečníka, zaměstnance Elektrických podniků v Praze. V roce 1912 vstoupil do skautské družiny Kamzíků, kterou později vedl a s níž založil 2. pražský skautský oddíl.
Vystudoval gymnázium v Praze, maturoval s vyznamenáním v roce 1916. Začal studovat na lékařské fakultě Univerzity Karlovy, v roce 1916 musel však studium přerušit a narukovat k dělostřelectvu. Později bojoval na třech různých frontách 1. světové války.
Po návratu z fronty založil 9. oldskautský oddíl, jeden z prvních oddílů pro dospělé skauty. V roce 1922 byl zvolen do náčelnictva Svazu skautů, v roce 1932 pak jeho místostarostou a po odchodu Edvarda Beneše z pozice starosty v roce 1935 vykonával tuto funkci až do sloučení s Junákem, kdy odešel z aktivní služby a byl zvolen čestným velitelem.
Promoval až v roce 1923. Chtěl se věnovat psychiatrii, ale v tomto oboru nenašel umístění v Praze. Nastoupil na II. interní kliniku, kde se začal věnovat biochemii a endokrinologii. O rok později zveřejnil svou habilitační práci z oboru endokrinologie o účinku inzulinu.
Později studoval ve Francii a v Anglii (Londýn, Cambridge). V roce 1935 byl navržen na místo profesora vnitřního lékařství, k jeho jmenování však došlo až v roce 1946. Byl iniciátorem vzniku Československé endokrinologické společnosti a byl jejím prvním předsedou (s výjimkou let 1949 – 1951) až do roku 1973.

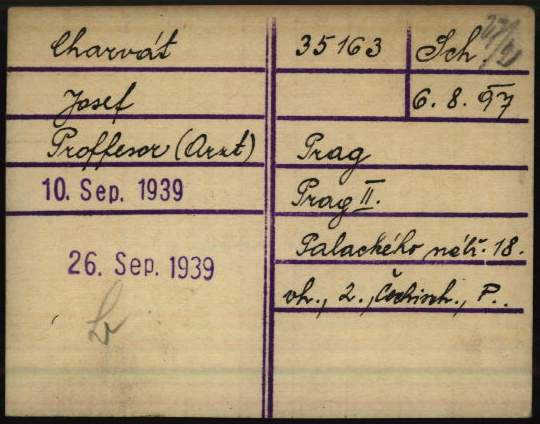
Registrační karta Josefa Charváta jako vězně v koncentračním táboře Dachau

Dne 1. září 1939 byl zatčen gestapem pro odbojovou aktivitu a vězněn ve věznici Pankrác a v koncentračních táborech Dachau a Buchenwald. Dlouho se mělo za to, že se o jeho propuštění zasloužil tehdejší švédský korunní princ Gustav VI. Adolf údajnou přímou intervencí u Hitlera. S Gustavem Adolfem se Charvát sice znal ze skautského setkání Moot ve Švédsku z roku 1937, ale tuto účelovou historku vyvrátilo pátrání australského novináře W. H. Burkeho, shrnuté v knize s názvem Čtyřiatřicet. Propuštění zařídil Albert Göring, mladší (a nejspíše nevlastní) bratr význačného nacisty Hermanna Göringa, inženýr a dosazený ředitel Škodových závodů, se kterým se Charvát znal z předválečné doby. Svého příjmení Göring využil nejen k propuštění profesora Charváta, ale i k pomoci dalším 33 lidem, významným i obyčejným. Po válce byl očištěn norimberským i českým soudem.
Jako lékař se zapojil do pražského povstání v květnu 1945.
Byl členem zednářské lóže Národ č. 1 v Orientu Praha.
V roce 1945 založil III. interní kliniku na Univerzitě Karlově v Praze a do roku 1970 byl jejím přednostou. V 50. letech se později snažil o vyvrácení ideologických chybných interpretací z oboru biologie. Vyhýbal se funkcím, které byly navázány na politickou příslušnost. V roce 1969 byl krátce rektorem Univerzity Karlovy. K rektorské inauguraci po srpnové okupaci 1968 však nedošlo. O rok později se vzdal vedení kliniky, působil zde však jako vědecký pracovník.
Je považován za zakladatele české endokrinologie, která byla jeho hlavním oborem. Zabýval se též stresem, imunologií a dalším vzděláváním lékařů. Byl propagátorem lékařské kybernetiky a genetiky. Jako první na světě používal inzulin jako katalyzátor výživy při stavech slabosti a vyčerpání. Je autorem tzv. Charvátovy diety pro rychlé hubnutí, dnes již opuštěné.
Byl zastáncem tradice etického, vědeckého a syntetického pohledu jak na pacienta, tak na celý obor vnitřního lékařství. Psal medicínsko-humoristicky zaměřené populární články a též i filosofická díla. Vycházel z humanistické tradice, užíval syntetického myšlení. Je autorem úvah, které začleňují medicínu do širšího kontextu. Jeho hlavním odborným dílem je kniha Choroby žláz s vnitřní sekrecí (1935).
Léčil řadu významných osobností z řad politiků, umělců i jiných prominentů (např. Antonín Švehla, Edvard Beneš, Marta Gottwaldová). V roce 1953 byl jako první lékař předvolán k umírajícímu prezidentovi Klementu Gottwaldovi, kterému diagnostikoval zápal plic. Za svou práci získal řadu ocenění: byl nositel Řádu republiky, Řádu práce a Řádu Zlaté hvězdy, Státní ceny Klementa Gottwalda, dostal titul Hrdina socialistické práce, byl čestným doktorem Karlovy univerzity a dalších světových univerzit a členem poradního sboru pro vědu a techniku v OSN.
Zemřel 31. ledna 1984 v Praze.

## Citáty
Léčba nesmí nemocnému způsobovat větší problémy, než pro které byla zavedena.

Člověk nemůže všechno znát, ale měl by o všem důležitém vědět

## Dílo
- Dnešní svět a zednářství, 1949
- Život, adaptace a stress, 1969
- Člověk a jeho svět, 1974
- Můj labyrint světa, 2005